# Paranormal Activity
Paranormal Activity ist ein Horrorfilm aus dem Jahr 2007, bei dem Oren Peli Regie führte, das Drehbuch schrieb und einen Teil der Produktion übernahm. Der Film hatte Weltpremiere auf dem Screamfest Horror Film Festival in den Vereinigten Staaten am 14. Oktober 2007 und wurde außerdem auf dem Slamdance Film Festival am 18. Januar 2008 gezeigt.
Paranormal Activity ist im sogenannten Found-Footage-Format gedreht.
Der Film handelt von einem jungen Paar, Katie und Micah, das von einer dämonischen Präsenz im eigenen Haus verfolgt wird. Das Bild des Films besteht dabei ausschließlich aus den Einstellungen der Kamera des Paares, die zur Aufzeichnung der Geisteraktivitäten aufgestellt wurde. In Deutschland hatte der Film am 19. November 2009 seine Kinopremiere.

## Handlung
Der Film spielt im Herbst 2006, Mittelpunkt der Handlung ist das junge Pärchen Micah und Katie, das in einem großen Haus in San Diego lebt. Als Katie, eine junge Studentin, durch nächtliche Geräusche verängstigt wird, nimmt Micah dies zum Anlass, eine neue Kamera zu kaufen und nachts auf ihr gemeinsames Bett zu richten, um damit etwaige Eindringlinge oder paranormale Phänomene aufzeichnen zu können. Anders als Katie scheint er weniger verängstigt, als vielmehr fasziniert zu sein. Dieser Umstand führt schon früh zu Meinungsverschiedenheiten zwischen den beiden, zumal Micah seiner Lebensgefährtin mit seiner Kamera überall hin nachsteigt.
Als sich die seltsamen Vorfälle drastisch häufen, wird ein Medium hinzugezogen: Dr. Mark Fredrichs. Dieser glaubt, in dem Haus tatsächlich eine Art Dämon wahrzunehmen, der speziell Katie heimsucht, weswegen ein Umzug keine Lösung des Problems sei. Diese Erkenntnis begründet er mit einer Schilderung Katies, dass sie schon seit ihrem achten Lebensjahr trotz mehrerer Umzüge von unerklärlichen Ereignissen heimgesucht werde. Da er sich selbst für überfordert hält – seine Profession sei die Kommunikation mit Geistern, nicht mit Dämonen – empfiehlt er dem jungen Paar, Kontakt mit dem Dämonologen Dr. Johann Averies aus Los Angeles aufzunehmen. Im Gegensatz zu Katie ist Micah von den Interpretationen und Darlegungen allerdings nicht überzeugt. Er hält die ganze Sache für eine Spinnerei, was die Anspannungen zwischen den beiden empfindlich schürt.
In den darauffolgenden Nächten gelingt es Micah tatsächlich, unerklärliche Ereignisse zu dokumentieren. So bewegt sich die Schlafzimmertür ohne ersichtlichen Grund und dumpfe Schläge sind wiederholt im ganzen Haus zu hören. Der Verursacher bleibt jedes Mal unauffindbar. Außerdem schwingt der Kronleuchter im Wohnzimmer hin und her. In einer Nacht steht Katie auf und verlässt das Schlafzimmer, nachdem sie über zwei Stunden ruhig stehend Micah beim Schlafen beobachtet hat. Als Micah kurze Zeit später erwacht und sich auf die Suche nach Katie macht, findet er sie in bitterer Kälte draußen auf der Veranda. Nachdem Micah ins Haus zurückgeht, hört er Schritte aus dem Schlafzimmer, nur um festzustellen, dass der Fernseher rauscht, sich aber niemand im Schlafzimmer aufhält. Am darauffolgenden Morgen kann sich Katie an nichts mehr erinnern.
Weil aber ein Mikrofon unheimliche Geräusche im Schlafzimmer aufgenommen hat, während das Paar sich in jener Nacht auf der Veranda befand, besorgt sich Micah ein Ouijabrett. Damit will er – entgegen der ausdrücklichen Warnung Dr. Fredrichs’ – mit dem Wesen Kontakt aufnehmen. Katie ist über dieses Verhalten verärgert und im Streit verlässt sie das Haus. Während die beiden draußen weiter streiten, ist die Kamera auf das im Wohnzimmer aufgebaute Ouijabrett gerichtet. Die Kamera dokumentiert einen aufkommenden Wind, die Planchette des Ouijabrettes bewegt sich von allein und schließlich geht das Brett in Flammen auf. Im abends auf den Boden gestreuten Babypuder finden sich Fußspuren, und nachdem Micah durch Schritte auf den Dachboden gelockt wurde, findet er dort ein halbverbranntes Kinderfoto von Katie, von dem sie dachte, dass es in einem Hausbrand vor Jahren zerstört wurde. Daraufhin ist Katie so verängstigt, dass sie beschließt, Dr. Averies anzurufen. Da dieser aber nicht erreichbar ist, wendet sie sich erneut an Dr. Fredrichs, welcher verspricht, am nächsten Tag vorbeizukommen. In der darauffolgenden Nacht wird die Schlafzimmertür plötzlich zugeschlagen und von außen dagegen gehämmert. Am Morgen wird ein Bild, welches die beiden zeigt, zerschlagen aufgefunden und das Gesicht von Micah darauf ist zerkratzt. Der herbeigerufene Dr. Fredrichs nimmt eine extrem feindselige Kraft im Haus wahr und flieht abrupt und verängstigt, nicht ohne noch einmal zu betonen, dass ein Auszug aus dem Haus nichts bringen würde.
Zwei Nächte später wird Katie plötzlich aus dem Bett gezerrt, über den Boden geschleift und kann nur unter großem Kraftaufwand von Micah befreit werden. Zurück bleibt eine Verletzung auf ihrem Rücken, die von Micah als Bissabdruck interpretiert wird. Mit den Nerven am Ende und völlig erschöpft beschließt das Paar, doch in ein Hotel zu ziehen. Gerade als Micah im Begriff ist, das Haus zu verlassen, besteht eine völlig ruhige Katie plötzlich darauf, doch noch im Haus zu übernachten. Außerdem ist sie der Meinung, dass jetzt „alles wieder gut“ werden würde. In der 21. Nacht steht Katie gegen 1:26 Uhr unvermittelt auf, beobachtet Micah fast zwei Stunden völlig regungslos beim Schlafen und geht gegen 3:16 Uhr in die untere Etage. Der Zuschauer hört sie plötzlich aus voller Kehle schreien und ein aufgeschreckter Micah stürzt daraufhin aus dem Zimmer, um ihr zu Hilfe zu eilen. Im Bild ist weiterhin nur das Schlafzimmer zu sehen und man hört einen kurzen Kampf, dem abrupte Stille folgt. Nach einer Weile sind schwere Schritte auf der Treppe zu hören und plötzlich wird Micah quer durch den Raum gegen die Kamera geschleudert. Die umgestoßene Kamera zeigt eine Katie im blutdurchtränkten Top, die langsam auf den leblosen Körper ihres Lebensgefährten zugeht und an ihm riecht, während sie über ihm kauert. Nachdem sie in die Kamera gelächelt hat, stürzt sie mit einem dämonischen Gesichtsausdruck auf diese zu und das Bild wird schwarz. Daraufhin wird im Epilog eingeblendet, dass die Polizei die Leiche Micahs am 11. Oktober 2006 fand und Katie seither nie wieder gesehen wurde.

### Alternative Enden

#### Ursprünglich vorgesehenes Ende
Die ursprüngliche Fassung des Films hatte ein abweichendes Ende vorgesehen. Das offiziell gezeigte Ende ist jenes des DVD-Screeners, welcher für die Kinofassung massiv umgeschnitten wurde. Im ersten alternativen Ende begibt sich Katie nach dem Mord an Micah wieder ins Schlafzimmer. Blutverschmiert und mit einem Messer in der Hand setzt sie sich auf den Boden neben das Bett. So verbringt sie, ihren Oberkörper vor- und zurückwippend, den ganzen Tag, während zeitweise das Telefon und die Türklingel läuten. Zwischendurch ruft Amber an und spricht, als niemand abnimmt, auf den Anrufbeantworter, dass sie sich Sorgen um Micah und Katie macht. Am späten Abend kommt die besorgte Amber in die Wohnung und ruft nach Katie und Micah. Als sie Micahs Leiche findet, beginnt sie zu schreien und verlässt schockiert das Haus. Etwa eine halbe Stunde später dringen zwei alarmierte Polizisten in das Haus ein, die Katie immer noch auf dem Boden kauernd vorfinden. Katie erwacht aus ihrem katatonischen Zustand und stolpert offenbar verwirrt auf die beiden Beamten zu, Micahs Namen rufend. Dabei hat sie immer noch das Messer in der Hand. Die Polizisten fordern Katie auf, das Messer fallen zu lassen, und erschießen sie schließlich aus Notwehr, als diese weiter unkontrolliert auf die Beamten zuwankt. Im Anschluss durchsuchen sie die weiteren Räumlichkeiten und finden auch die Kamera, die weiterhin aufzeichnet.

#### Neu geschriebenes Ende
Nachdem Paramount dank der Unterstützung durch Steven Spielberg die Rechte an Paranormal Activity erworben hatte, wurde das eigentlich vorgesehene Ende fallengelassen und es wurden zwei neue Enden geschrieben und gedreht, von denen eines in die finale Fassung des Films aufgenommen wurde. Die ursprüngliche Filmfassung wurde nur bei einem Public-Viewing öffentlich gezeigt und war zeitlich begrenzt im Internet einsehbar, bevor Paramount veranlasste, aufgrund einer vorliegenden Verletzung des Urheberrechts das betreffende Video vom Netz zu nehmen.

#### Paramounts alternatives Ende
Katie begibt sich nach dem Mord an Micah wieder blutbeschmiert mit einem Messer in der Hand ins Schlafzimmer und schneidet sich, ohne eine Gefühlsregung, die Kehle durch. Sie sieht dabei die ganze Zeit direkt in die Kamera. Nach ihrem Ableben sackt sie zur Seite, wonach der Film endet. Dies ist das eigentliche alternative Ende, das Oren Peli bereits 2007 drehte, und ist auf der DVD als Bonusmaterial enthalten.
Somit besitzt dieser Film drei unterschiedliche Enden, zwei von dem erstveröffentlichten DVD-Screener und das Kinoende nach einer Idee von Steven Spielberg.

## Produktion

### Idee und Dreharbeiten
Die Idee für den Film kam Oren Peli, als er in seinem Haus seltsame Dinge feststellte. Er fragte sich, was passieren würde, wenn er Kameras aufstellte, um die Phänomene aufzuzeichnen. Die Ungeschütztheit beim Schlafen, argumentierte er, sei eine der primitivsten Ängste des Menschen, und sagte: „Wenn etwas in deinem Zuhause herumschleicht, dann gibt es nicht viel, was man tun kann.“ (“If something is lurking in your home there’s not much you can do about it.”) Peli selbst hat bereits sein ganzes Leben lang Angst vor Geistern und er fürchtet sich auch bei dem Film Ghostbusters, aber schaffte es, die Angst für etwas Positives und Produktives zu überwinden.
Peli brauchte ein Jahr, um sein eigenes Haus für die Dreharbeiten vorzubereiten, indem er Wände neu strich, Möbel kaufte, den Teppich austauschte und das Treppenhaus umbaute. Ein Nebeneffekt war, witzelte er, dass er sich sein „Traumhaus mit großem Fernseher“ schuf. Während dieser Zeit machte er umfangreiche Recherchen zu paranormalen Phänomenen und zur Dämonenlehre und sagte: „Wir wollen so wahrheitsgemäß wie möglich sein.“ Da die Recherchen ergaben, dass die bösartigsten und gewalttätigsten Geister Dämonen sind, wurde ein Dämon als Geist ausgewählt.
Peli wollte sich mehr auf Glaubwürdigkeit und Authentizität statt auf Action konzentrieren und entschied sich dafür, den Film mit handgeführten Videokameras zu drehen. Aufgrund der Entscheidung für ein grobes und stationäres Bildformat, bei dem die Kamera meist auf einem Stativ oder etwas ähnlichen stand, wurde kein Kamerastab benötigt, was einen „höheren Grad an Plausibilität“ der Handlung und der Charaktere für den Zuschauer schafft.
Peli sagte, dass die Dialoge „natürlich“ sind, da es kein richtiges Skript gab. Stattdessen wurden den Schauspielern Entwürfe der Handlung gegeben und ähnlich wie in Blair Witch Project vorgegangen.
Während des Castings sprachen bei Peli mehrere hundert Menschen vor, bevor er letztendlich die Schauspielerin Katie Featherston und Micah Sloat traf. Er castete beide einzeln und ließ sie dann nochmals zusammen vorsprechen. Peli war von der Chemie der beiden Schauspieler untereinander beeindruckt und sagte: „Wenn man sich die Aufnahmen der Vorsprechen anschaut, würde man denken, die beiden kennen sich seit Jahren“.
Ausgerüstet mit einem Budget von 15.000 US-Dollar, einer Videokamera und keiner formalen Filmerfahrung begann Peli mit den Dreharbeiten. Der Film wurde aus Termingründen in Sequenzen nach einem selbst erstellten Sieben-Tage-Drehkalender gedreht, da Peli die Handlung, so wie er sie sich vorstellte, den Schauspielern offenlegen wollte. „Es war eine sehr anstrengende Woche“, erinnerte er sich und sagte dabei, dass der Film Tag und Nacht gedreht und geschnitten wurde. Die visuellen Effekte wurden nach Fertigstellung des Materials durch die Schauspieler sofort hinzugefügt, wobei Peli die Hauptdarsteller als „unglaublich professionell und schnell“ bezeichnete. Eine Woche später waren die Dreharbeiten beendet.

### Nachproduktion und Verzögerungen
Nachdem der Film abgedreht war, unterschrieb Peli bei der Creative Artists Agency. Diese zeigte den Film 2007 auf dem Screamfest Horror Film Festival und gab DVDs an jeden heraus, der sich am Vertrieb beteiligen wollte. 2007 wurde Miramax Films auf das Werk aufmerksam. Daraufhin schnitt Peli es um, sodass es kompakter und nahtloser lief. Das Sundance Film Festival wollte den Film so nicht akzeptieren; er lief beim Slamdance Film Festival, doch fand sich kein Vertrieb für eine Großveröffentlichung.
2008 landete die DVD schließlich bei DreamWorks und wurde dort von der ausführenden Produzentin Ashley Brooks gesehen, da es angeblich eine Neuverfilmung geben sollte. Diese war von den Aufnahmen derart beeindruckt, dass sie ihren Chef Adam Goodman solange darum bat, bis auch dieser den Film gesehen hatte. Goodman brachte die DVD dem Studiochef, und dieser gab sie an Steven Spielberg weiter, der sie zum Anschauen mit nach Hause nahm. Ihm gefiel der Film, und er half, eine Neuverfilmung mit Jason Blum als Produzent und Oren Peli als Regisseur anzustrengen.
Der ursprüngliche vereinbarte Vertrag für den Film sah vor, dass Oren Peli Regie führte und dass eine DVD-Veröffentlichung den originalen Film beinhalten sollte, sodass der Zuschauer eine Vorstellung vom Ursprung des Projektes bekommt. Jedoch kam es während der Vertragsverhandlungen zur Forderung von Peli und Blum, eine einmalige Testvorführung des originalen Films durchzuführen, um zu sehen, wie ein reales Publikum darauf reagiere. Außerdem lud Goodman als Teil des Vertrages einige Drehbuchautoren zur Testvorführung ein; sie sollten eine Vorstellung bekommen, worüber sie schreiben sollten, was man hinzufügen und was man aus dem Drehbuch der Neuverfilmung besser weglassen solle.
Während der Vorstellung fingen die Zuschauer an, den Kinosaal zu verlassen. Goodman hatte Angst, dass er die falsche Entscheidung getroffen hatte, bis er mitbekam, dass sie den Kinosaal aus Angst verließen. Daraufhin begrub Goodman alle Gedanken an eine Neuverfilmung, und er veröffentlichte Pelis ursprüngliche Aufnahmen.
Die dadurch entstandenen Gerüchte sowie die positive Mundpropaganda brachten Goodman am Ende dazu, den Film im Herbst 2009 in den USA zu veröffentlichen.

## Veröffentlichung
Am 25. September 2009 entschied Paramount Pictures den Film in dreizehn verschiedenen „Collegestädten“ in den Vereinigten Staaten zu veröffentlichen. Auf seiner Webseite lud Regisseur Oren Peli Internetnutzer dazu ein, darüber abzustimmen, wo er als Nächstes gezeigt werden soll. Es war das erste Mal, dass die Webseite eventful.com für einen Film benutzt wurde, da sie sonst nur Liveshows und Konzerte im Programm hatte. Der Film schaffte es, dass 12 von 13 Vorstellungen ausverkauft waren.
Am 27. September 2009 berichtete der Blog der Los Angeles Times, dass Paramount plant, den Film aufgrund des Erfolges der anfänglich begrenzten Vorstellungen in verschiedenen anderen Städten zu veröffentlichen. Tags darauf bestätigte Paramount den Bericht mit der Veröffentlichung einer Pressemitteilung auf Oren Pelis offizieller Webseite. Die Mitteilung kündigte an, dass die Vorführung auf 20 weitere Städte ausgedehnt werde. Die Liste enthält Großstädte wie New York City, die bei den begrenzten Vorstellungen ausgeschlossen waren.

## Rezeption

### Kritiken
„Man kann verstehen, warum der für eine Handvoll Dollar gedrehte Schocker zum Must-See-Movie für US-Teenager avancierte. Zunächst einmal stellt er eine aufregende Abwechslung zwischen all den Hochglanz-Hollywood-Produktionen dar, die in den Vorortkinos gezeigt werden. Und dann leben die Hauptfiguren Katie und Micah genau wie Millionen ihrer Landsleute. Ihr Alltag zwischen Flachbild-TV und Kühlschrank ist so normal, dass jede Abwechslung eine Bereicherung darstellt – und sei es durch einen Hausgeist. […] Bis zum Finale, das nach Horrorfilmmaßstäben den einzigen wirklichen Schock präsentiert, erlebt man die Angst des jungen Paares wie seine eigene. Gerade weil Katie und Micah so normal sind. Fazit: Faszinierend, wie ein verwackeltes Video dermaßen viel Schrecken verbreiten kann.“

„Man muss Oren Peli schon ein großes Lob zollen, denn was er hier inszenatorisch aus so wenig Geld heraus holen konnte, ist schon beeindruckend. Doch leider verzettelt sich der Drehbuchautor bei den ausufernden und unglaubwürdigen Dialogen, die dem Film die notwendige Glaubwürdigkeit nehmen, die er bräuchte, um beim Zuschauer Angst und Schrecken zu verbreiten. So wartet man meist nur auf die inszenatorischen Höhepunkte, was bestätigt, dass Paranormal Activity qualitativ als Kurzfilm vielleicht besser funktionieren würde.“

„Subtrahiert man die riesige PR-Kampagne und hat man auch nur geringfügige Ansprüche an gutes Schauspiel, eine interessante Geschichte und tatsächlichen psychologischen Horror, sollte man diesem Film fern bleiben und lieber Poltergeist in fünfter Wiederholung angucken. Das ist auf jeden Fall spannender als Paranormal Activity.“

„Spielberg irrt nicht, wenn er voller Enthusiasmus Oren Pelis Debüt anpreist. Nahezu in Alleinregie schuf der Filmneuling eine pseudodokumentarische Gruselerzählung (Mockumentary) ohne rumpelnde Gruseleffekte à la ‚Poltergeist‘. Vermutlich werden sich einige den Spaß an ‚Paranormal Activity‘ aufgrund des überdimensionierten Hypes in den USA nehmen lassen – wer aber bereit ist, in die Handlung einzutauchen, wird feststellen, dass Oren Peli sein Minimalbudget exzellent eingesetzt und einen Schauerfilm inszeniert hat, der die Spannungsschraube langsam bis zur Unerträglichkeit anzieht.“

### Finanzieller Erfolg
Am Startwochenende spielte der Film 19,6 Mio. US-Dollar ein, was einer durchschnittlichen Einnahme von ca. 25.000 US-Dollar pro Kino entspricht. Im Vergleich dazu betrug das Budget für die Produktion nur 15.000 US-Dollar. Bis zum 3. August 2010 erzielte Paranormal Activity ein Einspielergebnis von mehr als 193 Millionen US-Dollar weltweit. In Deutschland spielte der Film nicht ganz 2,5 Millionen Dollar ein, in Österreich etwas mehr als eine halbe Million.

## Fortsetzungen
Der Film findet seine Fortsetzung in Paranormal Activity 2, der am 4. November 2010 in Deutschland startete. Der dritte Teil, Paranormal Activity 3, startete in Deutschland am 3. November 2011 und der vierte Teil, Paranormal Activity 4, ist am 18. Oktober 2012 gestartet.
Am 13. Januar 2012 wurden mit der „Paranormal Activity: The Chronology“ die drei ersten Filme des Franchises zum Download veröffentlicht.
Mit Paranormal Activity 2: Tokyo Night wurde in Japan ein Spin-off erstellt, das die Handlung nach Tokio verlegt. Die Premiere erfolgte am 20. November 2010 in Japan.
Mit Paranormal Activity: Die Gezeichneten (Paranormal Activity: The Marked Ones) kam am 3. Januar 2014 ein offizieller Ablegerfilm in die US-amerikanischen Kinos.
Am 23. Oktober 2015 startete Paranormal Activity: Ghost Dimension in den USA.
Am 29. Oktober 2021 erschien der Film Paranormal Activity: Next of Kin auf dem Streaming-Sender Paramount+.